# Сервер исполнения бизнес-правил
Сервер исполнения бизнес правил (англ. Business Rule Engine — движок исполнения бизнес-правил) — компонент системы управления бизнес-правилами предприятия, в функции которого входит выполнение правил. Он предоставляет сервисы принятия решений, которые могут вызывать внешние приложения.
Современные сервера исполнения бизнес-правил обеспечивают:
- горячее развертывание правил
- исполнение правил
- публикацию наборов правил в виде веб-сервисов или других интерфейсов
- сбор статистики по выполнению правил
- управление наборами правил
- высокую производительность и масштабируемость

Частным случаем сервера исполнения бизнес-правил является продукционная система.
Иногда сервера исполнения бизнес-правил предоставляют простой интерфейс для редактирования правил, предназначенный для программистов. Более зрелые сервера исполнения бизнес-правил используются в составе системы управления бизнес-правилами, получая правила из репозитория, ориентированного на бизнес-пользователей.

## Основные вендоры на рынке BRE
- G2 Rule Engine Platform
- InRule Business Rule Engine